# Clypearia nigrior
Clypearia nigrior är en getingart som beskrevs av Richards 1978. Clypearia nigrior ingår i släktet Clypearia och familjen getingar. Inga underarter finns listade i Catalogue of Life.